# (514107) Kaʻepaokaʻawela
(514107) Kaʻepaokaʻawela ist ein etwa drei Kilometer großer Asteroid, der sich auf einer retrograden Bahn im Sonnensystem bewegt. Computersimulationen ergaben, dass der 2014 entdeckte Asteroid möglicherweise extrasolaren Ursprungs ist und während der Entstehung des Sonnensystems von der Schwerkraft der Sonne eingefangen wurde.

## Namensgebung
Der Name ist hawaiischen Ursprungs und wurde folgendermaßen erklärt:

“In the Hawaiian language Kaʻepaokaʻāwela means the mischievous opposite-moving companion of Jupiter, evoking the image of a retrograde object of unknown origin. He hoa hōkūna‘i ‘e‘epa no Ka‘āwela e holo ‘ēko‘a ana ma ka poe lā.”

Die Bekanntmachung der Namensgebung erfolgte am 6. April 2019.

## Möglicher extrasolarer Ursprung
Die retrograde Umlaufbahn um die Sonne in ständiger Nähe der prograden Umlaufbahn eines Planeten, des Jupiters, unterscheidet (514107) 2015 BZ509 von den wenigen bisher entdeckten anderen retrograden Objekten des Sonnensystems. Auf Grund von Computersimulationen gehen Fathi Namouni und Helena Morais in einem 2018 veröffentlichten Fachartikel davon aus, dass der Asteroid nicht im Sonnensystem entstanden sein kann, sondern vermutlich bereits in der Frühzeit des Sonnensystems aus einem anderen Planetensystem eingefangen wurde. Er wäre damit der erste entdeckte Asteroid extrasolaren Ursprungs mit Umlaufbahn um die Sonne.